# Станционно-Ояшинский
Станционно-Ояшинский (распространённый вариант названия — Ояш) — посёлок городского типа в Мошковском районе Новосибирской области России. Административный центр городского поселения рабочий посёлок Станционно-Ояшинский. Бывший райцентр Ояшинского района (1927—1929, 1935—1956 гг.)
Действует железнодорожная станция Ояш Транссиба.

## Топоним
Своё название он получил от протекающей рядом реки Ояш, этимология которого восходит к тюркскому слову «ой» — «низина, лощина, котловина».

## География
Станционно-Ояшинский расположен на реке Балта (приток Ояша), в 81 километре к северо-востоку от Новосибирска, в 24 километрах к северо-востоку от посёлка Мошково, в 45 километрах к юго-западу от города Болотное. 

## История
Посёлок появился при строительстве Транссибирской магистрали в 1893 году. 
В 1927—1929 и 1935—1956 годах посёлок при станции Ояш был центром Ояшинского района.
Населённый пункт Станционно-Ояшинский получил статус посёлка городского типа в декабре 1965 года.

## Население
| 1970  | 1979  | 1989  | 2002  | 2007  | 2009  | 2010  |
| ----- | ----- | ----- | ----- | ----- | ----- | ----- |
| 5264  | ↗5525 | ↘4875 | ↘4750 | ↗4818 | ↗4867 | ↘4575 |
| 2012  | 2013  | 2014  | 2015  | 2016  | 2017  | 2018  |
| ↗4611 | ↗4708 | ↗4886 | ↘4793 | ↗4856 | ↗4893 | ↘4845 |
| 2019  | 2020  | 2021  |       |       |       |       |
| ↘4787 | ↗4834 | ↘4178 |       |       |       |       |

## Инфраструктура

### Образование
В посёлке расположено старейшее в Сибири СПТУ (открыто в 1934 году).

### Экономика
- ОАО «Ремонтно-механический завод Ояшинский». Образован в 1961 году на базе Ояшинских ремонтно-механических мастерских. Основное направление — производство высоковольтной и низковольтной электрической распределительной аппаратуры. Численность работников — 50 человек.[20]
- ООО «Ояшинский завод крепежных изделий». Образован в 1961 году, до 1976 года — завод «Нормаль». Основное направление — производство крепёжных изделий (гвозди, заклёпки, гайки, болты, фиксаторы, шпильки, оси).[21]
- ОАО «Ояшинский льнозавод». Производство льняных волокон.

## Достопримечательности
- Водонапорная башня у железнодорожной станции, построенная в 1893—1898 годах.[22]

## Транспорт
В посёлке располагается станция Ояш на Транссибирской магистрали. Рядом с посёлком проходит федеральная автомобильная дорога M53.